# Cryptocheilus

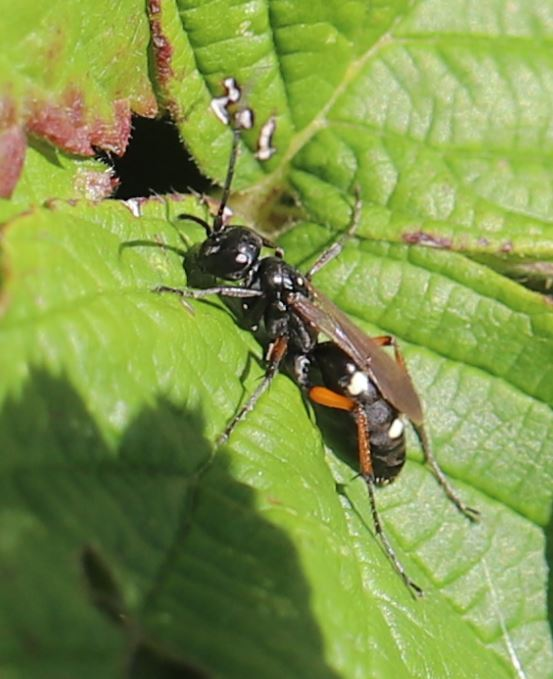
Cryptocheilus versicolor in Mitteleuropa

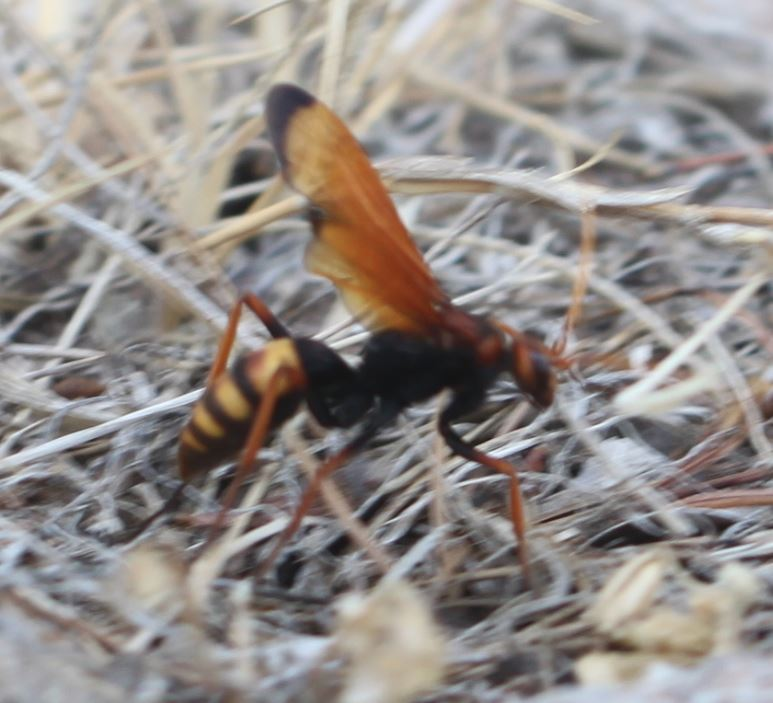
Cryptocheilus alternatus in Südeuropa

Cryptocheilus ist eine Gattung der Wegwespen (Pompilidae). In Europa treten 24 Arten auf, die hauptsächlich im Mittelmeerraum verbreitet sind.

## Merkmale
Die mittelgroßen bis großen Wegwespen sind auffällig gefärbt. Kopf und Thorax sind fein punktförmig strukturiert. Die konvexe Stirnplatte (Clypeus) ist kurz und breit und der apikale Rand ist konkav. Die Kopfkapsel und das Gesicht sind mit kurzen, glänzenden, anliegenden Härchen bedeckt. Das Labrum ist teilweise von der Kopfkapsel verdeckt. Die Mandibeln sind kräftig und haben bei den meisten Arten ein zusätzliches Zähnchen. Das dritte Segment der Maxillarpalpen ist an der Spitze verbreitert. Das Schildchen (Scutellum) trägt zumindest zwei aufrechte Borsten um den apikalen Bereich. Das Propodeum ist nach hinten zunehmend gekrümmt. Auf den Flügelspitzen der Vorderflügel befindet sich ein bräunliches Band. Das kleine Flügelmal (Pterostigma) hat etwa die gleiche Länge wie die Flügelader 2rs-m. Die Beine haben kurze Sporne, bei den Weibchen befinden sich auch schuppenartige Zähnchen am dorsalen Rand der Schienen (Tibien). Den Tarsen der Vorderbeine fehlen Tarsalkämme. Bei den Weibchen ist das zweite Sternum mit einer schrägen Einbuchtung versehen, das sechste Sternum ist mehr oder weniger abgerundet. Das sechste Tergum hat an der Spitze nahezu aufgerichtete Härchen. Bei den Männchen ist der sichtbare Teil der Subgenitalplatte fast flach und bei manchen Arten leicht längs gefaltet.

## Lebensweise
Die Wespen bewohnen offene Habitate und Waldränder. Die Weibchen legen ihre mehrzelligen Nester in bereits vorhandenen und weiter ausgebauten Hohlräumen im Erdboden an. Die Grabungsarbeiten erfolgen vor der Jagd, wobei jede einzelne Zelle ihren eigenen Eingang besitzt. Die Brut wird mit Spinnen aus den Familien Agelenidae, Amaurobiidae, Araneidae, Dysderidae, Gnaphosidae, Heteropodidae, Lycosidae, Miturgidae, Pisauridae, Salticidae und Thomisidae versorgt.

## Arten in Europa
- Untergattung Adonta
  - Cryptocheilus albosignatus Sustera, 1924
  - Cryptocheilus dusmeti Junco y Reyes, 1943
  - Cryptocheilus egregius (Lepeletier, 1845)
  - Cryptocheilus elegans (Spinola, 1806)
  - Cryptocheilus fabricii (Vander Linden, 1827)
  - Cryptocheilus fischeri (Spinola, 1838)
  - Cryptocheilus freygessneri (Kohl, 1883)
  - Cryptocheilus fulvicollis (Costa, 1874)
  - Cryptocheilus guttulatus (Costa, 1887)
  - Cryptocheilus hispanicus Sustera, 1924
  - Cryptocheilus infumatus (Palma, 1869)
  - Cryptocheilus juncoi Wahis, 1986
  - Cryptocheilus notatus (Rossius, 1792)
  - Cryptocheilus perezi (Saunders, 1901)
  - Cryptocheilus richardsi Moczar, 1953
  - Cryptocheilus unicolor (Fabricius, 1804)
  - Cryptocheilus variabilis (Rossius, 1790)
  - Cryptocheilus variipennis Sustera, 1924
  - Cryptocheilus versicolor (Scopoli, 1763)
- Untergattung Chyphonocheilus
  - Cryptocheilus rubellus (Eversmann, 1846)
- Untergattung Cryptocheilus
  - Cryptocheilus alternatus (Lepeletier, 1845)
  - Cryptocheilus discolor (Fabricius, 1793)
  - Cryptocheilus octomaculatus (Rossius, 1790)
- Untergattung Ichneumocheilus
  - Cryptocheilus ichneumonoides (Costa, 1874)

## Arten in Nordamerika (Auswahl)
- Cryptocheilus attenuatum
- Cryptocheilus hesperus
- Cryptocheilus idoneum
- Cryptocheilus pallidipenne
- Cryptocheilus severini
- Cryptocheilus terminatus

## Arten in Australien (Auswahl)
- Cryptocheilus australis
- Cryptocheilus bicolor